# Domenico Manuel Caetano
Domenico Manuel Caetano – o Cajetano –, nacido alrededor de 1670 en torno a Nápoles y muerto el 23 de agosto de 1709 en Küstrin, fue un conocido aventurero e impostor, un alquimista y presunto orfebre italiano de época barroca, que se hacía llamar Conde von Ruggiero. Consiguió hacer carrera gracias a la ostentación y codicia de los príncipes, nobles y ciudadanos de su tiempo, pero también como resultado de la gran necesidad de dinero que generaron los conflictos de su tiempo: la guerra de los Nueve Años, la guerra de sucesión española y la Gran Guerra del Norte.

## Biografía

### Orígenes
No se conocen bien los orígenes de Caetano, pero se cree que procedía de un entorno humilde de Nápoles o de sus inmediaciones. Al parecer, su padre había sido sirviente del duque de Laurenzana, que pertenecía a la antigua familia principesca y papal de los Caetani. El padre ya habría estado en prisión por falsificación y habría muerto encarcelado. Por el contrario, una biografía anónima lo hace hijo de un granjero de la isla de Pietra Bianca, cerca de Nápoles, y orfebre de formación. Según otra declaración, se dice que era hijo de un inglés que había aprendido a fabricar oro de manera fraudulenta con un franciscano.

### De 1695 a 1704
En 1695, escapó de Nápoles a Venecia, en donde afirmó poseer la piedra filosofal, que en realidad consistía en una mezcla sin valor de ceniza, cal y cáscaras de almendras, y presentó el sorprendente proceso de la supuesta producción de oro ante una audiencia crédula. Caetano a menudo trabajaba con cucharas para mezclar llenas de oro y selladas con cera. Durante la representación, la cera primero se derretía al calor del fuego y luego se escapaba el oro fundido. Como un hábil juego de manos, el elocuente estafador evocó algunas piezas de oro, prometiendo a sus clientes potenciales que crearía un enorme tesoro de oro y que les pagaría adelantos al final de la actuación. Poco después, sin embargo, desapareció de la ciudad de los canales.
En los años siguientes, el alquimista logró engañar a ciudadanos ricos de distintos lugares. En Verona fue encarcelado, pero gracias a la intervención del Papa Inocencio XII fue puesto en libertad, quizás a cambio de ofrecerle servicios de espionaje. Tras pasar por Génova, Augsburgo, España (Barcelona y Madrid) y Londres, llegó a Bruselas, en donde conoció al príncipe elector Maximiliano II Emanuel de Baviera, que era gobernador de los Países Bajos españoles, y ante el cual realizó experimentos alquímicos, convenciéndolo de que era capaz de hacer oro. No se sabe exactamente cuándo comenzó a hacerse pasar por "Don Domenico Manuel Caetano, Conde von Ruggiero", pero hubo de ser en torno a esta época.
El elector lo nombró coronel y general de artillería en 1697 y, después de dos intentos fallidos de huida de Bruselas, lo llevó a Múnich bajo la supervisión de su consejero Peter von Dulac , donde debía fabricar oro como había prometido. Primero se alojó en la casa de Dulac en Múnich, luego en Burghausen, bajo la supervisión del barón Widman. Cuando los éxitos no se materializaron, la paciencia del elector bávaro con el supuesto conde italiano finalmente llegó a su fin. En 1699, fue encarcelado en el castillo de Grünwald, que se había convertido en una prisión estatal, como el primer prisionero. Las pinturas religiosas que usó para decorar su celda sobreviven hasta el día de hoy. Después de un año y medio logró escapar al Principado-arzobispado de Salzburgo, pero regresó voluntariamente a Baviera para probar suerte en la fabricación de oro nuevamente en Burghausen, con el permiso del elector. Encontró a otra víctima allí, en el monasterio cisterciense fuertemente endeudado de Raitenhaslach, cerca de Burghausen. En 1702 escapó a Viena, pero inicialmente no pudo lograr nada allí, y regresó a Baviera, donde fue encarcelado nuevamente en Grünwald. No fue liberado hasta 1704, cuando, tras la segunda Batalla de Höchstädt, las tropas austriacas entraron en Baviera. Caetano partió entonces hacia Viena, consiguiendo introducirse en la corte del emperador Leopoldo I de Habsburgo, que creía en la alquimia y estaba fuertemente endeudado. Esta vez recibió fondos para sus experimentos de fabricación de oro y fue puesto bajo la autoridad del cardenal Leopold Karl von Kollonitsch. En Viena también prometió una tintura de oro al elector Juan Guillermo del Palatinado, que se alojaba allí. El elector y el ahora sospechoso Kollonitsch apostaron una gran suma (500.000 táleros) a la credibilidad de Caetano, lo que lo llevó a huir de Viena a Berlín en 1705.

### Últimos años: de 1705 a 1709
A partir de 1705, el presunto conde italiano engañó al pueblo de Berlín y se presentó como el sucesor de Johann Friedrich Böttger, que había huido de Berlín a Sajonia en 1701. En presencia del muy endeudado rey de Prusia, FEderico I y del príncipe heredero, Federico Guillermo, Caetano logró fingir la transformación del cobre en oro. Federico I encargó al teólogo, médico y alquimista evangélico Johann Conrad Dippel, originalmente escéptico, que evaluara la "capacidad" de Caetano y logró burlar al erudito, que se consideraba serio, y ganarlo para su causa. El rey ya no dudaba de las habilidades de Caetano y le encargó hacer oro a partir de cobre, mercurio y otras materiales.
Aunque Federico I ahora estaba convencido de las habilidades del alquimista, se mostró reacio a conceder a Caetano las generosas contribuciones financieras que reclamaba para adquirir los "materiales necesarios". Después de que le llegaran las advertencias del elector Juan Guillermo del Palatinado y de la corte vienesa, Federico I exigió que las promesas de Caetano se cumplieran lo antes posible. Entonces, el italiano consoló al rey con una magnífica pintura en la que Federico aparecía como el rey bíblico Salomón, sobre un trono de oro, rodeado de leones dorados, y con la inscripción dorada "Restaurata aurea secula". El desconfiado rey no se dejó convencer e insistió en su amenaza, lo que llevó a Caetano a intentar huir hacia España, si bien fue capturado por los captores de Friedrich a su paso por Fráncfort del Meno.
A continuación, el presunto fabricante de oro fue llevado a la Fortaleza de Küstrin para "trabajar sin interrupciones". Sin embargo, al alegar no poderlo hacer allí, el rey le permitió regresar a Berlín a petición suya. A pesar de ello, el autoproclamado conde von Ruggiero tampoco entregó oro allí, sino que se entregó a una vida de lujo y despilfarro: "siempre conducía en dos carruajes" y tenía "los caballos más hermosos y de 8 a 10 sirvientes". Al menos eso es lo que informó el Berlin Nouvelle el 22 de noviembre de 1707, anunciando al mismo tiempo que Domenico Manuel Caetano había vuelto a huir de Berlín en mitad de la noche. Entonces Federico hizo registrar a Caetano, y en la primavera de 1708 el fugitivo fue nuevamente arrestado en Fráncfort del Meno y trasladado a la fortaleza de Küstrin.
El rey de Prusia y elector de Brandeburgo, que temía por su reputación, anunciaron ahora que Caetano sería ejecutado por fraude si no hubiera producido mayores cantidades de oro en el plazo de un año. Por supuesto, la producción de oro no tuvo éxito, Caetano logró extender el plazo por 14 días, pero cuando tampoco pudo presentar ningún resultado en este punto, la paciencia de Federico I finalmente se agotó.
Domenico Manuel Caetano, conde von Ruggiero, fue condenado a muerte por el Tribunal Supremo de Prusia el 16 de agosto de 1709 y colgado públicamente en Küstrin, en una horca cubierta con oropel, el 23 de agosto de 1709, entre las 11 y las 12 horas, por orden del rey prusiano. Poco después, el rey de Prusia hizo distribuir folletos en todos los países del imperio, probablemente como advertencia a los emuladores, anunciando el fin del impostor. Tal juicio no era nuevo: otros alquimistas también habían experimentado un destino similar, como los alquimistas Marco Bragadino y Georg Honauer en 1591 y 1597.